# 毛苞飞蓬
毛苞飞蓬（学名：Erigeron lachnocephalus）为菊科飞蓬属的植物。分布在新疆、哈萨克斯坦、乌兹别克斯坦等地，生长于海拔2,500米至3,600米的地区，一般生长在高山、亚高山草地以及多石山坡，目前尚未由人工引种栽培。